# Персей (математик)
Персе́й (дав.-гр. Περσεύς; бл. 150 до н. е.—?) — давньогрецький математик. Жодна з його робіт не збереглась. Персей відомий лише за декількома згадками у працях Прокла і Геміна, які писали про нього як про першого дослідника спіричних ліній — ліній перетину торової поверхні площиною, паралельною до його осі.
Частковим випадком спіричної лінії є лемніската Бернуллі, що є геометричним місцем точок, для яких добуток відстаней до двох заданих точок дорівнює квадрату половини відстані між цими точками. Давньогрецькі математики називали цю криву гіпопедою — «коняче путо» (так називають, також, і гіперболічну лемніскату Бута).